# Miroslav Ondříček
Miroslav Ondříček (ur. 4 listopada 1934 w Pradze, zm. 28 marca 2015 tamże) – czeski operator filmowy. Ojciec Davida.
Kariera filmowa Miroslava Ondříčka jest związana z dokonaniami Miloša Formana. Razem debiutowali na początku lat 60. XX wieku (Konkurs 1963) i przez następne trzy dekady wspólnie zrealizowali szereg filmów, w tym także w Stanach Zjednoczonych. Poza granicami Czechosłowacji stał się znany dzięki zdjęciom do nagrodzonego Złotą Palmą Jeżeli... Lindsaya Andersona (1968). W następnych latach pracował za granicą i w ojczyźnie. Za zdjęcia do dwóch filmów Formana z lat 80. XX wieku: Ragtime i Amadeusza został nominowany do Oscara. W 2007 otrzymał Nagrodę Specjalną Plus Camerimage za Wkład w Rozwój Sztuki Zdjęć Filmowych.
W 2006 został odznaczony Medalem Za Zasługi I stopnia.